# Eucalyptus melanoleuca
Eucalyptus melanoleuca är en myrtenväxtart som beskrevs av Stanley Thatcher Blake. Eucalyptus melanoleuca ingår i släktet Eucalyptus och familjen myrtenväxter. Inga underarter finns listade i Catalogue of Life.